# Giocondo M. Grotti
Dom Giocondo Maria Grotti, OSM (13 de março de 1928 - 28 de setembro de 1971), foi um bispo católico italiano e terceiro prelado do Alto Acre e Purus.
Ingressou no seminário dos Servitas em Ronzano aos 11 anos de idade e chegou ao Brasil com 22 anos. Foi ordenado ao sacerdócio em 7 de junho de 1952. Como padre exerceu as funções de reitor do seminário, tendo sido também mestre de noviços, de professores e superior provincial dos Servos de Maria no Brasil.
O Papa João XXIII nomeou-o em 16 de novembro de 1962 como prelado do Acre e Purus. Em 8 de julho de 1965, o Papa Paulo VI o nomeou bispo-titular de Thunigaba. Recebeu a ordenação episcopal através do Núncio Apostólico no Brasil, Arcebispo Sebastiano Baggio, em 22 de agosto do mesmo ano. Os co-consagradores foram o Arcebispo de Manaus, D. João de Souza Lima, O.Cist., e o Prelado de Porto Velho, D. João Batista Costa, SDB.
Dom Giocondo participou da segunda, terceira e quarta sessões do Concílio Vaticano II como padre conciliar. Foi o membro com mais intervenções, orais e escritas, do episcopado brasileiro no Concílio, totalizando 33 intervenções, tanto individualmente quanto como porta-voz dos prelados da região amazônica. Nesse período, também foi membro próximo do Coetus Internationalis Patrum.  Formou-se na primeira turma de Direito da Universidade Federal do Acre, para ajudar a todas as pessoas que precisassem.
Em 28 de setembro de 1971, Dom Giocondo viajaria de Sena Madureira para a capital Rio Branco. Contudo, minutos após a decolagem, o avião DC3 apresentou problemas no motor, bateu em uma árvore e caiu em um matagal na comunidade Boca do Caeté. Ao cair no solo, o avião explodiu, não deixando nenhum sobrevivente. 33 pessoas faleceram no acidente. O corpo de D. Giocondo foi trasladado a Rio Branco, e levado em um carro do Corpo de Bombeiros até a Catedral Nossa Senhora de Nazaré. Desde o acidente, a Igreja Nossa Senhora da Conceição realiza anualmente uma missa no local do acidente, na capela “Memória”, construída com pedaços do avião, e fiéis visitam e rezam diante de seu túmulo na Catedral.